# 近代から現代にかけての世界の一体化
近代から現代にかけての世界の一体化（きんだいからげんだいにかけてのせかいのいったいか）では、第一次世界大戦勃発から超大国としてのアメリカ合衆国・ソビエト連邦の台頭、第二次世界大戦とヨーロッパ諸国の没落、アジア・アフリカ諸国の独立を取り扱う。
第一次世界大戦の終結において、初めて、民族名あるいは地域名を国家名に名乗らないソビエト連邦が結成された。また、戦場とならなかったアメリカ合衆国は第一次世界大戦を契機にヨーロッパ諸国に対して債権国へと成長を遂げた。
民族自決の原則がドイツ帝国、ロシア帝国、オーストリア＝ハンガリー帝国の旧領で適用されたが、東欧諸国の独立はソビエト連邦と西ヨーロッパ諸国との間の緩衝国としての役割を持ったにすぎず、独立した各国がそれぞれ民族問題を内包する結果となった。加えて、アジアやアフリカでは民族自決の原則が適用されず、多くの国の独立が第二次世界大戦終了を待たなければならなかった。
第二次世界大戦で勝利したアメリカとソ連は、全世界で冷戦と呼ばれる衝突を繰り返した。その中で展開されたベトナム戦争において、アメリカは経済的に日本と西ドイツの台頭を許す結果となった。1967年のヨーロッパ共同体（EC）結成を契機に、西側諸国は米欧日の三極構造へと徐々に変遷していく。また、ワルシャワ条約機構を中心に東側諸国を衛星国化したソ連もまた、中華人民共和国、ユーゴスラビアがソ連に対して離反する動きを見せ始めた時代であった。
第二次世界大戦以降、かつての植民地の多くが政治的に独立を達成していった。そのなかで、西側諸国の枠組みの中で、東南アジア諸国連合（ASEAN）が1967年に結成されるなど、各地域で政治的のみならず、経済的自立を模索する時代へと突入していった。

## 第一次世界大戦とパックス・ブリタニカの終焉

### 第一次世界大戦とロシア革命
1908年、オスマン帝国に青年トルコ党の革命がおこると、ブルガリアはこれを機に独立を宣言し、オーストリアはボスニア・ヘルツェゴヴィナを併合した。ここはかねてよりセルビアの望んでいた土地だった。ロシアは1912年ブルガリア、セルビア、モンテネグロ、ギリシアをバルカン同盟に組織し、第2次モロッコ事件（上述）と伊土戦争に苦しむオスマン帝国に対し宣戦布告させた（第一次バルカン戦争）。オスマン帝国は敗北したが、その戦後処理において、ブルガリアとセルビア・ギリシアの間に対立が生じ、第二次バルカン戦争が起こってブルガリアは、オスマンとともに三国同盟側に接近した。こうして、スラヴ、ゲルマン、ギリシア、ラテン、トルコなど諸民族がぶつかりあうバルカン半島は「ヨーロッパの火薬庫」となった。
1914年、サラエヴォ事件によって、オーストリア皇太子が暗殺された。このような事態を予期していたドイツはただちに小モルトケによってシュリーフェン・プランが実行にうつされ、ベルギーの中立を犯してフランスに侵入したが、マルヌ会戦に破れて戦争は長期化した。ブルガリアとトルコはドイツ側に立ったが、「未回収のイタリア」問題でオーストリアと対立していたイタリアは1915年、連合国側に立って参戦した。日本は日英同盟を根拠に在中国ドイツ基地を攻撃し、ドイツ権益を継承、次いで中国に二十一か条の要求を行った。
開戦3年目には航空機、戦車、毒ガスなどの近代兵器が登場し、ヴェルダンの要塞をめぐって死者25万人を出す激しい攻防戦（ヴェルダンの戦い）が展開された。当初、すぐに終わるであろうと思われていた戦争は長期化し、国家総力戦となって各国民を苦しめた。
1917年にはロシア革命が起こり、ニコライ2世は退位した。二重権力の状態を経て11月には社会主義革命（十月革命）が起こり、ニコライは処刑され、ソヴィエトは翌年ドイツと単独講和を結んだ（ブレスト＝リトフスク条約）。窮地においこまれたドイツも、イギリスの制海権を打破するため、1917年の初めに無制限潜水艦作戦を宣言したが、これはアメリカ合衆国を決定的に連合国側に立たせることとなり、17年4月にはアメリカが参戦、200万人以上の兵士をヨーロッパに投じ、ついで中南米諸国や中国もドイツに対し参戦した。
1918年にはいると、ドイツでは物資の不足が深刻化し、国民の不満は高まってきた。同年秋以降、同盟国がつぎつぎに降伏し、ドイツは敗色濃厚となった。こうしたなか、11月にはキール軍港の水兵の反乱を機にドイツ革命がおこり、ドイツ共和国（ヴァイマル共和政）が成立した。ドイツ社会民主党を主体とする内閣は同月、連合国と休戦条約をむすび、ここに莫大な犠牲をだした大戦は終結した。

### パックス・ブリタニカの終焉
在野の歴史家ジャン・モリスは、「パックス・ブリタニカは1914年8月に終わりを告げた」と述べている。それに対し、中西輝政は、「パックス・ブリタニカ」が「イギリスによる『平和』」であるなら正しくそうだったが、しかし、それはすでに「イギリス『による』平和」ではなかったと指摘している。すでにヨーロッパの安定は、列強間の微妙な勢力均衡に依存していたからである。
第一次大戦におけるイギリスの戦死者数は、公式集計の完了前にナチス・ドイツによるロンドン空襲があり、資料が焼失してしまったことにより確実な統計はないものの約90万人とされ、これは第二次大戦での39万7,000人の倍以上である。イギリス人にとって第一次大戦は、まず大量戦死という悲しみの記憶であり、この戦争のあと、イギリス帝国はもはや以前の姿に戻ることはなくなった。中西輝政は、「ドイツを包囲するよりほかにない」という強迫観念が、イギリスをして壮大な軍事的対峙の網のなかに自ら囚われる結果を招いたことが「悲しみの大戦」を運命づけたと評している。

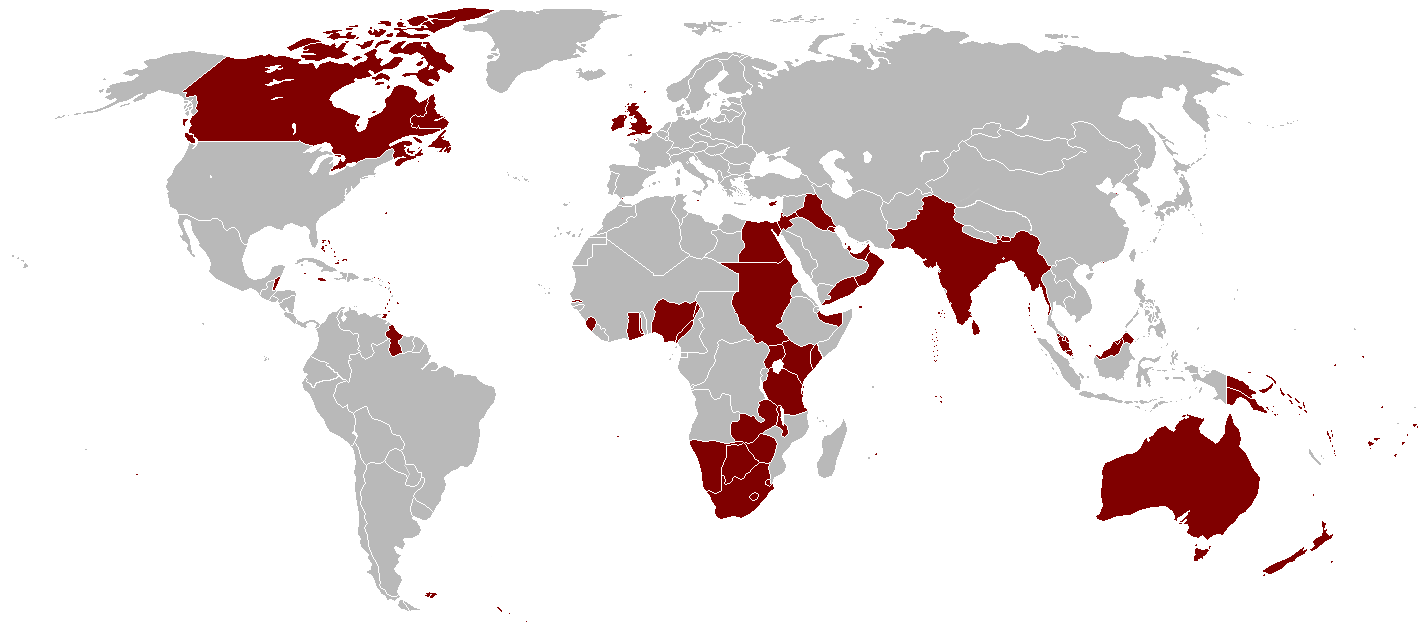
1921年当時のイギリス帝国。ウェストミンスター憲章の10年前にあたる

中西はまた、第一次世界大戦がイギリスの衰退に及ぼした影響として、次の3点を指摘している。
1. 大戦が心神喪失と呼べるほどの幻滅とショックをイギリス国民に与え、特に若い世代の「帝国支配の意思」を大きく減退させたこと。
2. 第一次大戦後によって生まれた新しい世界秩序が、とりわけイギリスにとって適応困難だったこと。具体的には、ロシア革命の影響による労使紛争時代の到来、大戦後の世界に広がる民族自決主義、国際連盟による集団安全保障体制、世界金融への支配力がアメリカに移ったことなど。
3. 本来ならば国力の再生に専念すべき時期に、戦勝による「見せかけの力の膨張」が「帝国の関心」を散り乱し、中東地域の支配に固執してしまったこと。しかし、そこは新しいエネルギー源「石油」を産出し、「インドへの道」にもあたっていた。

## ヴェルサイユ・ワシントン体制

### ヴェルサイユ体制とワシントン体制
戦勝国27か国が参加しドイツなどの敗戦国、ロシアは招かれなかったパリ講和会議の結果成立したヴェルサイユ条約は、敗戦国ドイツに対し、巨額の賠償金支払い、軍備制限、ライン左岸の非武装化、全植民地の喪失とアルザス・ロレーヌ地方のフランス返還などを厳しく義務づけた。ポーランド、フィンランド、バルト3国は独立したが、旧オスマン帝国領のシリアとパレスティナはイギリスおよびフランスの委任統治となり、中国におけるドイツ権益と旧ドイツ領太平洋諸島（ミクロネシア）は日本が継承することとなった。講和会議によって戦勝国の植民地はむしろ拡大し、ウッドロウ・ウィルソンの十四か条の平和原則によって設立の決まった国際連盟には提唱国アメリカは参加しなかった。また、牧野伸顕を中心とする日本代表団は国際連盟規約に人種差別撤廃条項を加えるよう提案したが、認められなかった。このようにして出現したヨーロッパ新秩序をヴェルサイユ体制と呼ぶ。
ヨーロッパに対して優位に立ったアメリカは、アジア太平洋地域の再編をめざして1921年から1922年にかけてワシントン会議をひらき、日・英・仏の列強と太平洋の現状維持、海軍軍備制限、中国の主権尊重を確認した。こうして出現したアジア太平洋新秩序をワシントン体制と呼ぶ。

### 国際連盟
国際連盟は、世界の恒久平和をめざす史上初の大規模な国際機構だった。発足当時の常任理事国はイギリス、日本、フランス、イタリアの4か国。
スイスのジュネーヴに本部をおき、総会・理事会・連盟事務局を中心に運営され、国際労働機関と常設国際司法裁判所が付置された。しかし、ドイツなどの敗戦国とソヴィエト・ロシアは排除され、アメリカ合衆国も共和党が多数を占める上院が国際的負担に反対してヴェルサイユ条約批准を拒否したため参加しなかった。そのため連盟の構成国はヨーロッパ諸国に偏り、また最高決定機関は「理事会」ではなく「総会」であり、議決は多数決ではなく「全会一致」を原則としていた。さらに、軍事的制裁は実施できず経済制裁にとどまることから、侵略国家への制裁手段は不十分であるなどの問題があった。しかし、中小諸国の国際紛争の調停や文化交流などには成果をあげており、史上初の国際平和機関として参加国の総意をもって意見を集約をするという理念は、評価されるべきものと考えられている。

## 金本位制の再開と機能停止
政治面で、ヴェルサイユ体制・ワシントン体制によって、世界が一つにまとまっていく過程を追うことができるが、経済面でも世界が一つにまとまっていった。1816年のイギリスの貨幣法でソブリン金貨が発行されて以来、金と貨幣が兌換できる貨幣制度が全世界に波及していった。この制度を金本位制と呼ぶ。
イギリスで始まったこの貨幣制度に対しては、欧米各国（オランダは1818年、ポルトガルは1854年、ドイツは1871年、アメリカ合衆国、ベルギー、イタリア、スイス、フランスは1873年、デンマーク＝ノルウェー、スウェーデンは1875年、スペインは1876年、オーストリアは1879年、ロシアは1893年）が追随した。日本は明治維新直後の1871年に新貨条例を定めて金本位制に参加しようとしたが、当時の経済基盤は貧弱であり、銀本位制に変更、日清戦争後にようやく、金本位制に復帰した。
世界を一つにまとめる貨幣制度として、金本位制は機能していたが、第一次世界大戦によって、各国は金本位制を中断する措置をとった。1919年、アメリカ合衆国を皮切りに各国が金と貨幣の兌換を再開するが、世界恐慌の発生により、金本位制から離脱する国々が相次いだ。金本位制を巡っては、関東大震災により復帰のタイミングを逸した日本が暗黒の木曜日直後に金輸出を再開したことから政変に発展する事態となった。

## 1920年代の欧米社会と日本

### 大衆民主主義・婦人解放の前進とファシズムのめばえ
総力戦を戦うなかで、各国政府は全国民に戦争遂行への協力を要求した。そのため、戦後になると、戦時中の公約にしたがって、女性をふくむ参政権の大幅な拡大が多くの国で実現した。大戦前に婦人参政権のあった国はニュージーランド、オーストラリア、フィンランド、ノルウェーの4か国にすぎなかったが、大戦後は戦争における女性の貢献への報酬として、多くの国で参政権があたえられた。この時期には日本でも平塚らいてうや市川房枝を中心に婦人参政権運動が展開された。
また、社会主義国との対抗上、資本主義諸国も雇用を安定させ、福祉を充実させることが求められた。1923年、イギリスでは総選挙がおこなわれたが、政権党だった保守党が過半数に達せず、労働党のラムゼイ・マクドナルドが政府不信任動議を出し、自由党の閣外協力を得て初めて組閣した。これによって、イギリス初の労働党内閣が誕生した。

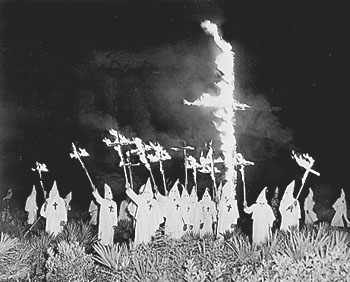
アメリカの秘密結社KKKの集会（1923年）

しかし一方では、主義・主張、人種や民族の違いを理由に暴力に訴える風潮もめばえてきた。
南アフリカのアパルトヘイト、オーストラリアの白豪主義に加え、アメリカ合衆国では白人の優越を説く秘密結社クー・クラックス・クラン（KKK）が1915年に再建され、その活動が再燃して20年代には数百万の白人が入会していた。また、1921年、米国連邦議会は俗に「移民割当法」（Quota Immigration Act）と称される法案を成立させ、1910年国勢調査における各国別生まれの居住者数を算出し、以後の移民はその割合に比例した数でのみ認められるとした。なお、アメリカにおける日本人（日系人）の移民活動は日米紳士協定に基づいた日本の自主規制と州レベルでの排斥活動の間で微妙なバランスを保ちつつ進行していたが、1924年には、反東洋系色の強いカリフォルニア州選出下院議員の手によって「帰化不能外国人の移民全面禁止」を定めた第13条C項が追加され、いわゆる「排日移民法」がアメリカ合衆国連邦議会で成立した。
戦後の混乱がつづくイタリアでは、戦勝国でありながら、期待していたフィウーメなどの領地が得られず、ヴェルサイユ体制に強い不満をもつ人も少なくなかった。経済危機も深刻で、ロシア革命の影響も受けて、ストライキや農民の土地闘争がひろがり、社会主義勢力が拡大した。
1919年、ベニート・ムッソリーニが、革命阻止、国粋主義の立場で「イタリア戦闘者ファッショ」を組織し、中産階級や資本家、地主層などの支持によって勢力を拡大して、1921年に政党ファシスト党を結成、1922年のローマ進軍によって政権を握った。ムッソリーニは1924年にはフィウーメを獲得し、1926年には社会党など他の政党を禁止し、ヴィットーリオ・エマヌエーレ3世をはじめとするイタリア王室、軍部、財界などの支持を得て一党独裁の体制をととのえ、1927年にはアルバニアを保護国とし、強力な統制経済によって経済危機をのりこえようとした。
ファシズムにおける独裁は、資本主義の危機的状況に対応して現れたものであり、従来の独裁政治とは、大衆的な基盤を有する点で性質を異にしていた。

### 東欧諸国と民族問題
第一次世界大戦では、2つの多民族国家すなわちオーストリア＝ハンガリー帝国とオスマン帝国がドイツとともに敗戦国となり、また、ロシア革命によってやはり多民族支配を行っていたロマノフ王朝のロシア帝国が滅んだ。
これによって3帝国（ドイツも含めれば4帝国）の支配していた東欧には一種の権力真空状態が生まれ、ウィルソンの提唱する民族自決主義の影響もあってパリ講和会議の結果、多くの独立国がここに生まれた。しかし、その国境線は、ドイツを包囲し、ソ連の影響力を封じ込めようとする連合国によって決められたため、いずれの国においても国内に少数民族を含み、民族間の争いが絶えなかった。二重帝国から独立したチェコスロヴァキアはドイツ系住民が多く居住するズデーテンを含み、ポーランドは旧ドイツ領とウクライナの一部を併合した。これらは、その後も複雑な民族問題を残すこととなった。
さらに、チェコスロヴァキアをのぞきいずれも農業国で、地主の力が強く、農民はまずしかった。農民の不満も大きく、政治は安定せず、ポーランドではユゼフ・ピウスツキ、オーストリアと分離したハンガリーではホルティ・ミクローシュ、南スラブ人王国の構想より生まれたユーゴスラヴィア王国ではアレクサンダル1世の軍事独裁政治がおこなわれた。

### アメリカ合衆国の「永遠の繁栄」
アメリカにとって1920年代は、これまでにない繁栄の時代だった。流れ作業とベルトコンベアなどの機械化とを組み合わせたアメリカ式の新生産方式を代表するフォード・モーターは、安価な乗用車を大量生産し、定期的モデルチェンジ・広告・割賦販売など大量販売方式を組み合わせて、電気洗濯機や電気掃除機など快適な家庭電化製品やラジオ・映画の普及とともに、大量消費を楽しむ新しい生活スタイル（アメリカン・ライフ）や大衆文化をうみだした。
20世紀はじめに南部でうまれたジャズは、1920年代には北部の白人社会で受容され、各地にジャズ・バンドがうまれた。また、ホームラン王ベーブ・ルースの活躍などに代表されるアメリカ大リーグ、パット・サリバン創作のフィリックスやミッキーマウスなどウォルト・ディズニー・カンパニー製作のアニメーション映画、水着スタイルの最初の美人コンテストなど、20年代は、こんにちのアメリカ文化の原型が多くつくられた時代だった。
この時代のアメリカの繁栄を象徴するものに上述のラジオがある。1920年にピッツバーグでラジオ放送が開始されると、ラジオ受信機は急速に普及した。大量生産により生産されたラジオの保有台数は1929年には1,000万台に達している。これを通じ、ジャズなどの新しい文化が普及した。のちに世界恐慌のさいに大統領となったフランクリン・ルーズベルトはラジオを用いた炉辺談話を行って直接国民に語りかけた。また、ラジオ放送を可能にした電波は軍事目的にも利用されることとなった。
アメリカは、大戦で疲弊したヨーロッパ諸国にかわって世界経済の覇権を握り、国としても債務国から債権国に転じた。ニューヨークにはクライスラービルをはじめとする摩天楼（超高層ビル）が建てられた。この時代を「繁栄の20年代」「黄金の20年代」あるいは「永遠の繁栄」などと呼んでいる。
その一方で、孤立主義をとるアメリカは国際連盟には加盟せず、国内でも保守的なムードが強まり、1921年にはサッコ・ヴァンゼッティ事件が起こってイタリア系移民労働者が逮捕され、先述したようにKKKの活動が活発化し、また、異文化をもちこむ移民を制限する法律や禁酒法が制定された。繁栄の20年代は、一面では「不寛容な20年代」でもあった。禁酒法によりノンアルコール飲料が注目を浴び、1919年アトランタで始まったコカ・コーラは売り上げをおおいに伸ばした。一方、酒の密造・密売によって巨利を得たアル・カポネなどのギャングが暗躍し、シカゴではギャングの抗争が最高潮に達した。
また、「永遠の繁栄」がうたわれながら、この時代のアメリカ農業は不況にあえぎ、作物が収穫できても利益が残らない「豊作貧乏」の状態に陥っていた。

### 大戦後のドイツとフランス
敗戦国ドイツでは、ヴァイマルにおける国民議会でヴァイマル憲法が採択され、ヴァイマル共和政が成立した。ヴァイマル憲法は、史上はじめて社会権を定めた当時最も民主的な憲法だったが、共和国がヴェルサイユ条約を受け入れて過酷な軍縮を行ったことは、急進的右派勢力などから激しい批判を受けており、一部の軍人はカップ一揆を引き起こした。1921年には、連合国によるロンドン会議において1320億金マルクという巨額の賠償金が定められた上、オーバーシュレジエン地方の帰属をめぐる住民投票において、ドイツ帰属が多数（60%以上）だったにもかかわらず、地下資源が豊富な地域がポーランドに割譲されることになり、ドイツ国民のヴェルサイユ体制への反感は高まった。
ドイツは、巨額の賠償金に対し、その支払い延期を要求したが、フランスは賠償不履行を理由に1923年1月ルール工業地帯を軍事占領し、これに対する労働者のサボタージュもあって生産は極度に低下した。他方政府は紙幣を乱発し、23年10月にはマルクの価値が約1兆分の1になるというおそるべきインフレーションを招いた。各地で暴動が相次いだが、アドルフ・ヒトラーのミュンヘン一揆もその一つである。
1924年、ドイツはようやくドーズ案を受け入れ、信用の裏付けのある新紙幣レンテンマルクを発行して戦後インフレを克服し、アメリカの仲介で賠償支払いの軽減し、アメリカ資本の導入による経済再建をはかった。外務大臣グスタフ・シュトレーゼマンは協調外交を展開し、ロカルノ条約を結んでフランス・ベルギー国境の不可侵を約束し、1926年には国際連盟に加盟した。
一方、国土が戦場となったフランスは、戦後もドイツの大国化をおそれ、上述のように賠償支払いをきびしく要求し、レイモン・ポアンカレの右派内閣のときにはルール占領を断行した。しかし、対独強硬外交は国際的批判をあびて失敗し、1924年左派連合政権が登場した。25年に外相となったアリスティード・ブリアンはロカルノ条約によりルールからのフランス軍撤兵などを行いドイツとの和解につとめ、1928年にはアメリカ国務長官フランク・ケロッグとともに不戦条約を主導して国際協調に貢献した。

### 大正デモクラシーと相次ぐ恐慌
第一次世界大戦により、欧州諸国が軍需生産に傾倒せざるを得ない状況があり、日本は欧州やその植民地に工業製品を輸出する状況が生まれた。重化学工業が進展したのもこの時代である。日本は大戦景気に沸き、一気に債権国となって市井には成金が生まれ、はじめて工業生産が農業生産をうわまわった。しかし、第一次世界大戦が終わると、欧州諸国が工業製品の生産を再開したため、国際競争力に欠ける当時の日本は生産過剰に陥り、戦後恐慌が始まった。
第一次世界大戦では、連合国側は大戦を民主主義（デモクラシー）と専制主義（オートクラシー）との戦いであると意義づけた。こうした事情のもとで、大戦中から世界的にデモクラシーの気運が高まった。
1916年、吉野作造はデモクラシーを「民本主義」と翻訳したうえで、民衆の利益と幸福をめざした政治を進める必要があると主張した。彼の説く民本主義は、知識人はじめ言論界でも広い支持を集め、藩閥・官僚・軍部など特権的な勢力による政治を批判し、議会中心の政治を確立しようという動きを方向づけた。このような新しい政治思潮を大正デモクラシーという。

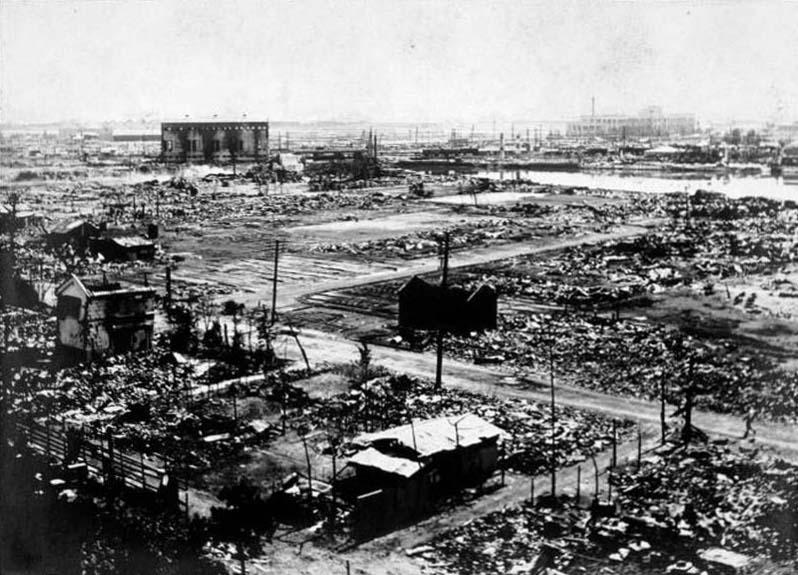
関東大震災（横浜市寿小学校ヨリ展望）

こうしたなか、寺内正毅内閣が総辞職すると、元老たちも政党内閣でなくては国民の支持が得られないと判断し、1918年、「平民宰相」原敬による本格的な政党内閣が成立した。原は、選挙権の拡張などを行ったが1921年、東京駅で暗殺された。原の後継となった高橋是清内閣は短命に終わり、以後、2年間非政党内閣が続いた。一方経済面では戦後恐慌の痛手が回復しないまま1923年に関東大震災が起こり、それに端を発した震災恐慌が追い討ちをかけ、不良債権が銀行に蓄積され、このときの震災手形はのちの金融恐慌の原因となっていった。
1924年清浦奎吾内閣が成立すると護憲三派は第二次護憲運動を進め、加藤高明を首相とする護憲三派による政党内閣が復活し、幣原喜重郎による協調外交と軍縮政策を進め、1925年、普通選挙が実現した。その結果、25歳以上の男性には、納税額に関係なく選挙権があたえられ、約300万人だった有権者は4倍の約1,200万人に増大した。この結果、政治の民衆化は進展したが、女性の参政権は認められなかった。
1927年、第1次若槻禮次郎内閣の大蔵大臣片岡直温の失言により、金融恐慌が発生したため、後を継いだ田中義一内閣の蔵相、高橋是清はモラトリアムを発動し、事態の収拾を図った。銀行の倒産が相次いだため、預金が三菱・三井・住友といった財閥に集中していくようになった。
この時代にはまた、女性の職場進出が進み、都市問題・住宅問題・労働問題が生ずるとともに義務教育就学率が99パーセントをこえ、高等教育も充実して知識層が増大し、社会における中間層が形成された。ラジオ放送が開始されるなどジャーナリズムがさらに発達、また、大衆雑誌、文庫本、円本などがさかんに出版され、日本でも文化の大衆化がすすんだ。

### ソ連の一国社会主義
ロシアがドイツと講和を結ぶと、日本をはじめとする英米仏伊などの連合各国は革命の波及をおそれ、「革命軍によって囚われたチェコ軍団を救出する」という名目でロシアに軍を送った（シベリア出兵）。ロシア国内の反ボリシェヴィキ勢力もこの情勢に活気づき、各地で反革命政権が成立したが、ソヴィエト政権も赤軍をつくってこれに対抗し、内戦状態となった（ロシア内戦、1918年-22年）。しかし、外国勢力とむすびついた反革命勢力に反発する人びとは赤軍を支持、1920年には赤軍勝利は疑いない情勢となった。
内線を戦いぬくため、ソヴィエト政権は食糧を強制的に徴発して、工場の国有化を進めた。これが戦時共産主義である。ボリシェヴィキはロシア共産党と改名し、国家を指導する唯一の党となった。内戦が終結にちかづくと政府は、食料税導入と税納付後の残余農産物を自由に処分してよいことを特徴とする新経済政策（ネップ）を1921年に採用し、食糧徴発をやめ、工場の国有化も緩和した。他方でレーニンらは、1919年、モスクワでコミンテルン（第3インターナショナル）を創立し、革命ロシアの指導のもと、各国共産党をコミンテルン支部とし、世界革命を推進しようとした。そして1922年にはソヴィエト社会主義共和国連邦が成立した。
レーニンの死後、ヨシフ・スターリンは、一国だけでも社会主義を建設することは可能であると主張し、政敵であるレオン・トロツキーを国外追放。その後、トロツキーは亡命先のメキシコで、スターリンが送り込んだ刺客により暗殺された。このようにして反対派をおさえて独裁的権力を握り、自らを頂点とした一国社会主義路線を確立した。対外政策にも変化が生じ、ソヴィエト連邦が成立した1922年にはドイツとの国交を回復し、各国も相次いでソ連を承認した。
また、スターリンは1928年から行われた第一次五か年計画で強力に重工業の建設を推進し、同時に、農民をコルホーズなど集団農場に組織する農業集団化を強行した。飢饉による犠牲者も数百万に達したといわれるが、反面では、他の諸国が不況にあえぎ政治的に混迷しているとき、生産力を向上させて一大工業国に成長していった。
ソ連邦の存在は、それまで資本主義列強によってすすめられてきた世界の一体化を否定するものであり、なかでも一国社会主義路線の確立は、世界資本主義に敵対する国家の誕生を意味していた。しかし、ソ連は第二次産業革命という経済史上の趨勢から大きく逸脱したものではなかった。市場経済ではなく国家による計画経済であり、軍需産業重視のため豊かなアメリカ的生活スタイルともかけ離れており、また、政治的民主主義も形だけのものに等しかったが、先進資本主義諸国と軍事的に競争できる産業化、あるいは国民を広汎に動員できる大衆性などの点においては20世紀の特質を備えていた。したがって、ソ連は欧米諸国や日本とは異なった手段で第二次産業革命を達成したものと捉えられ、第二次世界大戦後に独立を果たしたアジア・アフリカ諸国にとっては一種の近代化のモデルとして機能した。

## アジア諸地域の抵抗と民族運動
ヴェルサイユ条約で、民族自決の原則が決定したものの適用を受けたのは、かつてのロシア帝国、オーストリア＝ハンガリー帝国、ドイツ帝国に属していた地域のみであり、アジア、アフリカには適用されなかった。これらの地域は、イギリス、フランス、イタリア、日本の国際連盟の常任理事国を務めた4国、およびイギリスに代わって覇権国家となったアメリカが植民地を広く持っていたためだった。

### オスマン帝国の滅亡とトルコ共和国の成立
第一次世界大戦が終了するとオスマン帝国は、解体の危機に瀕した。ヨーロッパ列強の思惑が錯綜したため、帝国の分割は進まなかったものの「大ギリシャ主義」を標榜するギリシャがイギリスの支援を受けて、アナトリアに進出を開始した。また、帝国の関心は自らの地位の保証とイスタンブールの保全だった。また、アナトリアには、「統一と進歩委員会」の最高幹部が海外から帰国して抵抗準備を進めていたが、指導者を欠いており、同時に、アルメニア人・ギリシャ人の独立運動も活発化していた。こうした状況のなかで登場したのが、ケマル・パシャ（後のケマル・アタテュルク）である。帝国政府は、アナトリアに駐留する軍隊が政府を無視して反乱することを恐れたため、1919年5月5日、第9軍監察官に任命した。
ケマルは、「アナトリア・ルメリア権利擁護委員会」を結成し、東部召集の帝国からの離脱の阻止に成功すると、1919年末に召集された帝国議会をも影響下に入れ、トルコ人が多数を占める地域が不可分であること、カピチュレーションの廃止を骨子とする「国民誓約」を宣言した。とはいえ、この委員会の行動自体、連合国の思惑とは大きくかけ離れていたために、ヨーロッパ諸国はトルコへの介入をはじめた。帝都イスタンブールは3月に占領され、ギリシャ軍はアナトリア内陸部に進出を開始した。帝国政府が議会を解散するにいたり、首都を脱出した議員を中心に、4月23日、アンカラで大国民会議が開催された。その結果、ケマルは議長に選出されると同時に、アナトリアを中心とするアンカラ政府はヨーロッパ諸国と戦い、トルコ独立の維持に尽力することとなった。
1921年、3週間にわたって、ギリシャとアンカラ政府は、サカリヤ川で激戦を展開した。ギリシャ軍を撃退したアンカラ政府は、徐々に各国政府により認知されるようになった。その翌年には、イズミルを奪還することに成功し、独立戦争を完遂した。独立戦争を完遂したケマルにとって、次の障害は、帝国政府だった。セーヴル条約改定のための協議をローザンヌで開催するための招聘状が帝国政府とアンカラ政府のそれぞれに送られた。ケマルは、1922年11月1日の大国民会議の決議において、スルタン制とカリフ制を分離し、スルタン制のみを廃止することを決めた。これにより、600年の歴史を誇ったオスマン帝国は終焉を迎え、メフメト6世はイギリス軍艦でマルタへ亡命した。

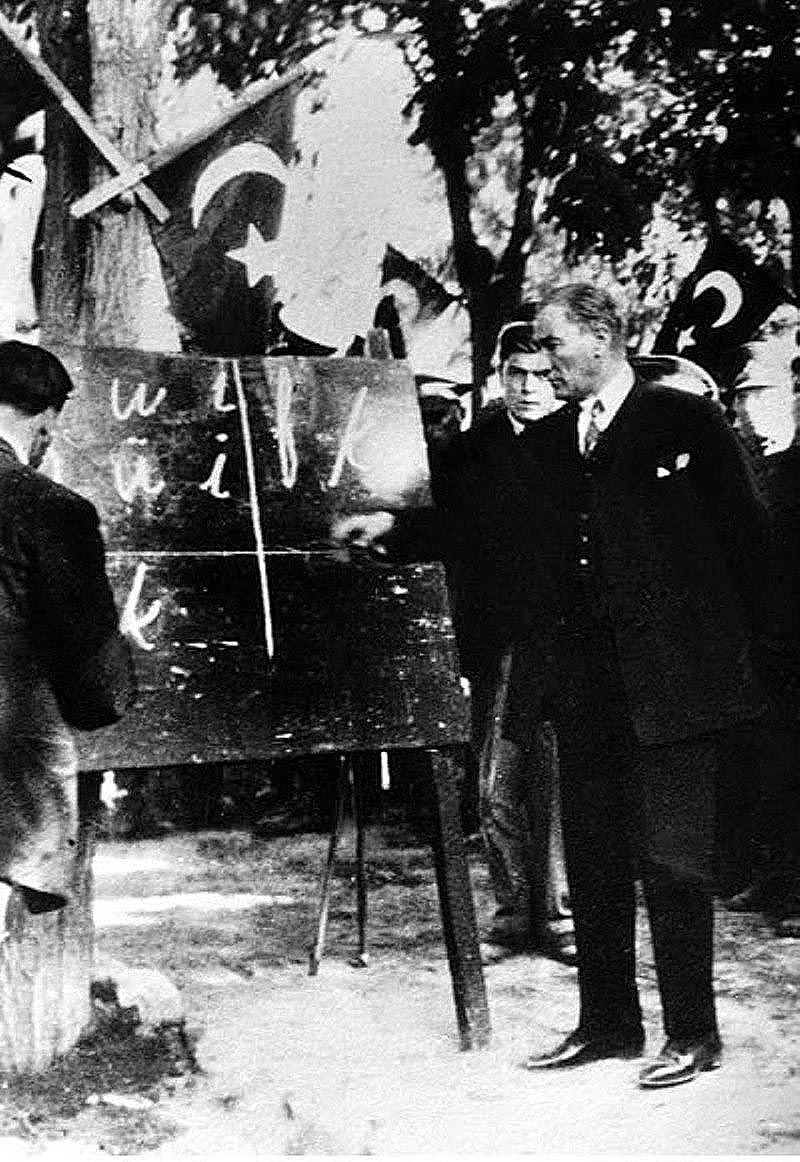
ラテン文字の読み書きを教えるケマル

ローザンヌ条約は、トルコの独立、関税自主権の回復、治外法権の廃止が内容に盛り込まれ、ケマルの指導者の立場は固まった。1923年10月29日、ケマルは、大統領に就任し、現在に至る世俗国家の建設が始まった。ケマルは死ぬまで、大統領の座に君臨し続けたが、トルコを大胆にも西洋化する政策を進めていった。トルコ語のアルファベット表記への変更、イスラームを国教と定めていた憲法の条文の削除、トルコ帽の廃止、姓を持つことの義務化といった内容である。
とはいえ、1911年の伊土戦争以降、第一次世界大戦、ギリシャとの戦争と11年間続いた戦争で、トルコ共和国の民族構成は大きく変化していった。共和国からは、帝国の商業を担っていた集団であるギリシャ人は去り、150万人ほどいたアルメニア人は虐殺を経験し各地へ移住した。250万人の人口が戦争で命を落とした。さらに、帝国の経済的基盤だったバルカン半島のほとんどを喪失し、アナトリアは人口の激減により、経済的にも疲弊していった。疲弊した経済の本格的な再建は、1930年以降、成功しなかった民間企業の育成から国家資本主義へ舵をとることを始まりとする。

### イギリスの植民地
第一次世界大戦後も広大な植民地を維持したイギリスではあったが、各地でイギリスの植民地支配に対して、対抗する動きが活発となった。
イギリス領インドでは、1919年、アムリットサル虐殺事件が発生した。また、ローラット法を施行し、インド人に対して令状なしの逮捕、裁判なしによる投獄が可能となった。この事件を皮切りに、様々な立場から反英運動が高まりを見せることとなった。

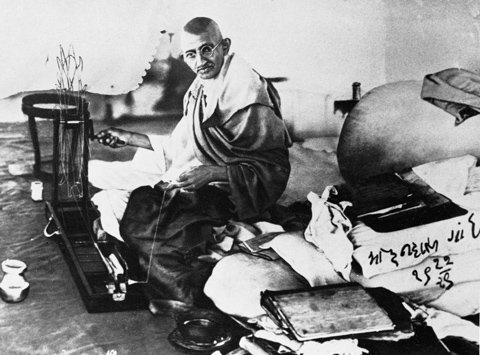
インドの糸車をひくマハトマ・ガンディー

このような環境の中で登場したのが、マハトマ・ガンディーである。インド国民会議に参加したガンディーは、非暴力不服従運動を展開し、たびたび、投獄された。イギリス製品の綿製品を着用せず、伝統的な手法によるインドの綿製品を着用することを呼びかけるなどのガンディーの行動は、国内外で大きな影響を与えた。彼の運動は、1930年の塩の行進で頂点に達した。
とはいえ、ガンディーの思想や政治行動に対して、まったく反発がなかったというわけではない。とりわけ、イスラーム教徒による反発は大きかった。全インド・ムスリム連盟内部でも派閥争いが絶えず起こっていたが、その中でも、思想的支柱の役割を果たしたのがムハンマド・イクバールだった。ガンディー同様、海外の滞在経験が長かったイクバールは、よりどころをイスラーム的政治形態に求めていく。また、インド亜大陸一体の独立ではなく、イスラーム教徒が居住する地域をインドとは別個の形で独立させるべきだと主張した。イクバールの思想は、後にイスラーム圏で大きな影響を与えると同時に、「パキスタン構想」へと発展していった。
ミャンマーでは1920年代から民族運動がはじまり、僧侶による啓蒙運動や1930年結成のタキン党とよばれる急進的民族主義者の台頭がみられた。イギリスはこうした動きを弾圧したが、一方では議会制を導入し、部分的な自治を認めるなどの妥協も講じた。
イギリスは、イラン南部を勢力圏においていた。また、イランは、1901年に石油が発見されていったため、資源の側面からもイギリスは手を引くわけにはいかなかった。当時、ロシア革命以後もソヴィエトがロシア帝国のもっていた勢力圏を維持しようとした動きがあったこともイギリスのイランへの介入を継続する一因となった。そのなかで、レザー・パフラヴィーがガージャール朝内部で台頭した。彼は、1921年の軍事クーデタで全権を掌握すると、遊牧部族の反乱を次々と鎮圧していった。1925年には、アフマド・シャーを廃してシャーに即位した。この王朝をパフラヴィー朝と呼ぶ。レザーはその後、イラン発展の障害を取り除く努力を行っていく。イスラーム化以前のイランの文化にも注目し、ゾロアスター教にイラン固有の価値を認めるなど、イラン人のアイデンティティを鼓舞していった。
イギリスは第一次世界大戦中、オスマン帝国を牽制するために、アラブ人には1915年にフサイン＝マクマホン協定を、ユダヤ人には1917年にバルフォア宣言を締結し、それぞれにパレスチナの地に対して国家建設を認めるとした秘密外交を展開し、支持を取り付けた。一方で、英仏露の三国で1916年サイクス・ピコ協定を結び、戦後の中東における領土配分を協議していた（イギリスの「三枚舌外交」）。大戦後、パレスチナの地はイギリスの委任統治領となり、ユダヤ人植民が始まった。その為、ユダヤ人が2000年以上前 にパレスチナの地から去った後に住んでいたパレスチナの人々（アラブ人）との対立の火種が生まれた。

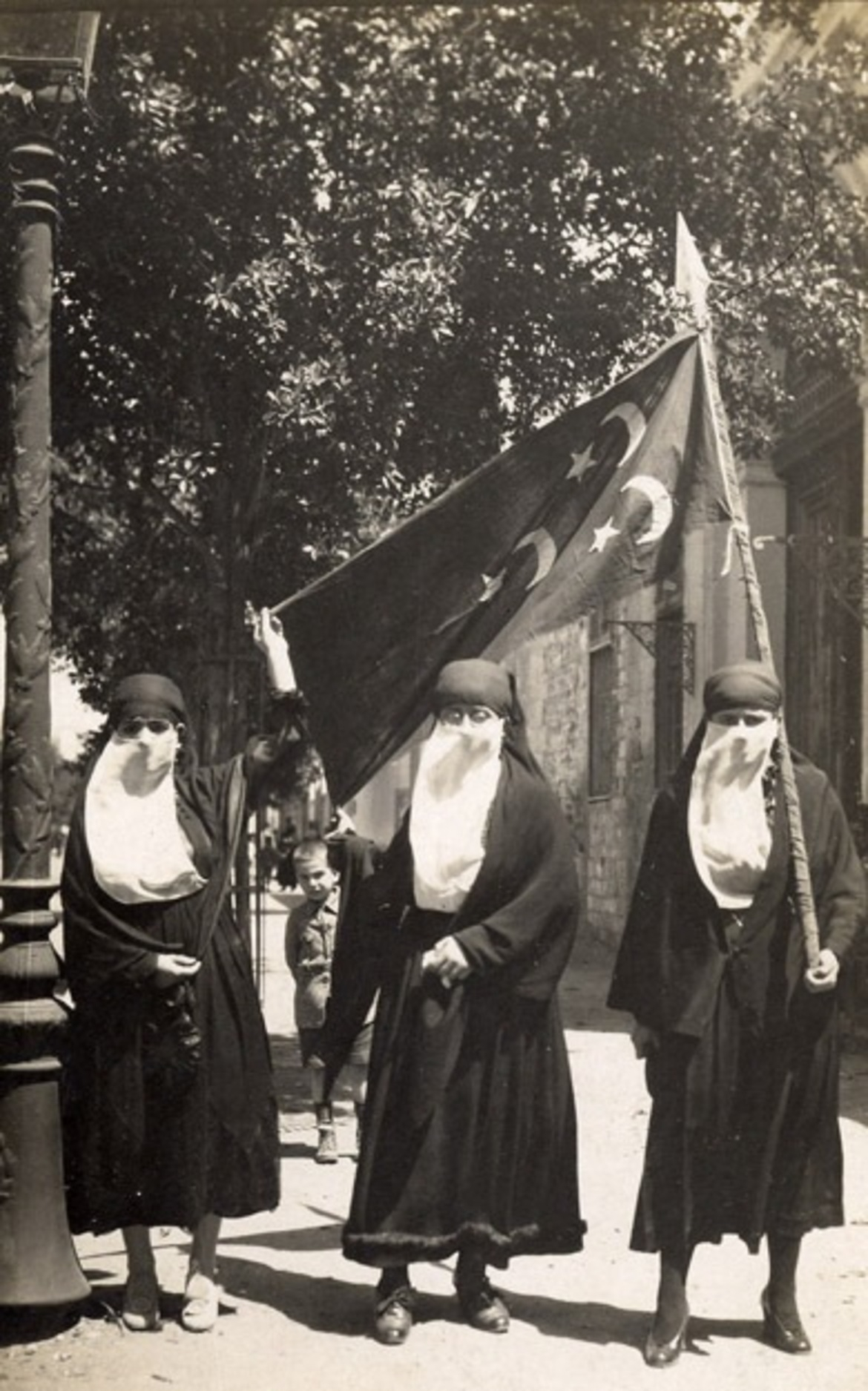
カイロでのデモ

イギリスの保護国だったエジプトでも、独立の気運が高まっていた。第一次世界大戦が終わると、ワフド党のリーダーだったサアド・ザグルールが中心となって、市民的不服従の独立運動が起こった。ザグルールの逮捕が起因となって、1919年3月から4月にかけて、学生、公務員、商人、女性、宗教指導者を中心とするデモンストレーションやストライキが起こった。宗教指導者に関しては、イスラームやコプト正教会など宗教の枠を超えて独立が希求された。
1922年、エジプトはフアード1世を国王とするエジプト王国として独立を達成し、翌年には、議院内閣制に基づく新憲法が公布された。1924年、ザグルールは、エジプトの議院内閣制下では最初の首相に就任した。しかし、エジプトにはイギリスの軍隊が駐在し続けた。なお、エジプトは1936年にイギリスとの間で同盟条約を結び、駐留イギリス軍の縮小に成功している。

### フランスの植民地
第一次世界大戦後、フランスの植民地は大きく広がったわけではないが、自らの勢力圏を維持する事には結果として、成功した。だが、フランスも他の列強と同様に、それぞれの地域で独立闘争を挑まれていった。
フランスのおもな植民地としては、フランス領インドシナ、フランス領パレスチナ（現在のレバノン）、チュニジア、アルジェリア、モロッコ、サハラ、マダガスカルが掲げられる。その中でも、独立闘争が戦間期に活発に展開されたのが、ベトナムとレバノンだった。
ベトナムでは、1925年にホー・チ・ミンがベトナム青年革命同志会を結成し、1930年、それを母体にしてベトナム共産党（間もなくインドシナ共産党に改称）が成立した。インドシナ共産党は、チャン・フーによりコミンテルン路線に転じ、徹底的な弾圧をうけながらも農村ソヴィエト政権を樹立するなど農民運動を展開した。1941年、ホー・チ・ミンを中心にフランスからの独立運動組織ベトナム独立同盟会（ベトミン）が結成され、フランスとともに日本に対しても粘り強い抵抗運動をつづけた。

### アメリカの植民地
1898年、アメリカは米西戦争でフィリピン独立を援助するためにスペインと戦ったはずだったのに、のちのパリ条約では2,000万ドルでフィリピンを購入、自国の植民地にしようとした。1896年以来スペインからの独立のために戦ってきたフィリピン人たちは独立を宣言したが、アメリカから11,000人の地上部隊がフィリピン占領のために派遣され、反抗するフィリピン人60万人を虐殺した。1899年1月1日にはエミリオ・アギナルドが初代大統領に就任し、その後マロロスで議会を組織してフィリピン第一共和国（マロロス共和国）が成立、米比戦争がはじまった。1901年、アメリカ軍はアギナルドを逮捕し、フィリピンはアメリカの主権下におかれ、翌年にはフィリピン組織法が制定された。
米比戦争は1913年まで続き、アメリカはフィリピン領有開始から1906年までは人民の武力闘争を徹底的に弾圧する方針をとったが、1907年開設の議会以降は、立法や行政については、フィリピン人への権限の委譲をすすめていった。ウィルソンが1912年に米大統領に選ばれたこともこの傾向に拍車をかけた。1916年には二院制議会が開設されている。
しかし、経済面ではアメリカに大きく依存した商品作物生産がすすんだため、零細な自作農は小作農に転落し、窮乏化した農民たちは反乱をくり返した。1920年代から30年代にかけては、世界恐慌の影響もあって、農村の社会不安が一挙に表面化し、1931年以降はラモス父子によってサクダル運動が展開された。サクダル運動は、アメリカの植民地支配よりもむしろ自国の大地主にむけられていた。
1934年にはフィリピン独立法（タイディングス・マクダフィー法）が成立して10年後のフィリピン独立を承認、翌35年にはフィリピン・コモンウェルス（フィリピン独立準備政府）が発足してマニュエル・ケソンが大統領に就任した。

### オランダの植民地
オランダ領東インドでは、1911年に結成されたサレカット・イスラーム（イスラーム同盟）が第一次大戦期から民族の団結をうったえて植民地支配に抵抗したが、大戦後はオランダの弾圧によって力を弱めた。これに対し、同盟内の左派が中心となって1920年にインドネシア共産党が組織された。これは、合法政党としてはアジア初の共産主義政党だった。共産党はインドネシア各地で反植民地蜂起を指導するなどの活動を展開したが、これも大弾圧をうけ、ほぼ壊滅に近い状態となった。その後、オランダから帰国した留学生が独立運動を主導し、1927年にはスカルノを党首とするインドネシア国民党（PNI）が結成された。スカルノは、マルクス主義における階級闘争という考え方にはなじめず、農民のもつエネルギーを「マルハエニスム（大衆主義）」というかたちで民族解放闘争へとふりむけようとしたといわれる。
1928年にジャカルタで開かれたインドネシア青年会議では、党派をこえた青年が集まり、「青年の誓い」を採択した。そこでは、共通の祖国・民族・言語の名として「インドネシア」をえらぶことを再確認し、紅白二色の国旗が掲揚され、スプラットマン作詞作曲「インドネシア・ラヤ」が場内に流れた。オランダ当局はこれに衝撃をうけ、以後「インドネシア」の語を用いただけで演説を中止させ、集会を解散させたという。
1930年、スカルノは逮捕され、それによってインドネシア国民党は分裂した。

### 日本の植民地と東アジア

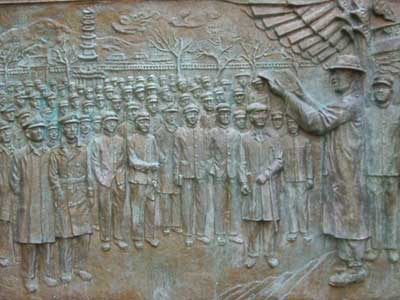
タプコル公園のレリーフの1枚

ヴェルサイユ条約によって、アジア諸民族の独立が達成されない事が明らかになると、日本の支配下に置かれていた地域でも独立を求める機運が高まった。一つが、朝鮮半島で起こった三・一独立運動、もう一つが中国で起こった五四運動である。
1919年3月1日、タプコル公園から始まったこの運動は、デモ回数で1542回、延べ参加人数は205万人に上った。この運動に対して、当時の朝鮮総督府は、徹底的な弾圧を行い、5月には沈静化した。その後、光復まで朝鮮半島では大規模なデモ行動が起こることはなかった。
一方、中国の運動は、大戦中の1915年、日本政府が中華民国政府にいわゆる「対華21ヶ条要求」を突きつけたことにより、中国国内で反日感情が高まっていた。そのような環境の中で袁世凱は日本の要求を受諾した。そして、袁世凱は弱体化している中国を再建するには専制的な指導者が必要であるとして1916年皇帝となったが、蔡鍔らが護国戦争を起こし、袁世凱は国民の反発を受けて失脚し、中国は軍閥が割拠する時代となった。
ヴェルサイユ条約で日本がドイツの対中権益を承継することが判明すると、北京大学の学生を中心に講和条約の不調印を要求し、5月4日天安門広場で決起した。最終的には、民国政府はヴェルサイユ条約の批准を拒否した。
中国では、ナショナリズムを高揚する思想家、知識人が現れ民衆にも思想を広めていった。陳独秀は1915年雑誌『新青年』を刊行し、その中で胡適は白話運動を展開し、平易な中国語で思想を伝え、李大釗は社会主義思想を伝えた。魯迅は『阿Q正伝』で現状の中国人の蒙昧さを伝えたが、雑誌『新青年』は社会主義を批判する胡適と、受容する陳独秀、李大釗の対立により、1921年に刊行終了となった。
ナショナリズムの高揚を革命運動に取り込むことを考えた孫文は、1919年中華革命党を改組し、中国国民党を結成し、護法運動を展開、広東軍政府非常大総統に就任した。一方、1921年になるとコミンテルンの指導の下、陳独秀、李大釗、毛沢東らは中国共産党を結党した（中共一大会議）。1922年6月、孫文は広東軍の領袖陳炯明と対立し、広東軍政府を追われた。後に陳炯明の勢力を駆逐すると、孫文は上海でソ連のアドリフ・ヨッフェと会談し、「連ソ容共」をスローガンとした孫文・ヨッフェ宣言が発表され、第一次国共合作が進められた。
第一次国共合作のなかで、孫文が1925年3月12日肝癌で死亡すると、孫文の遺志を継いだ蔣介石は1926年、北伐を開始した。1927年上海クーデターで北伐は一旦中断し、国共分裂、国民党の内部分裂、日本による山東出兵の干渉が発生したが、最終的には、1928年国民革命軍の北京入城ならびに張学良の易幟により北伐は完了した。張学良の父である奉天派の首魁、張作霖は1928年6月4日関東軍の手によって暗殺された（張作霖爆殺事件）。そして、1928年には孫文が提示した革命三段階の内の訓政に入ったことを宣言した が、蔣介石が権力を掌握する為には、中原大戦に至るまでの国民党内部の抗争を繰り広げなくてはならなかった。
一方、中国国民党から駆逐された中国共産党は、李立三のように都市部での抵抗を試みるものもいたが、毛沢東は中国国民党の勢力が及ばない山間部や農村に解放区を築き抵抗していった。その一例が江西省と湖南省の省境に位置する井崗山である。

## 世界恐慌と諸国の対応

### 暗黒の木曜日から世界恐慌へ
アメリカ資本の導入によりドイツ経済は復興し、イギリス・フランスへの賠償支払いが可能となり、イギリス・フランスはこれを対米債務にあてる、という循環が成立したことで、ヨーロッパ経済はひとまずの安定をむかえ、それが各国の国際協調外交の前提ともなっていた。

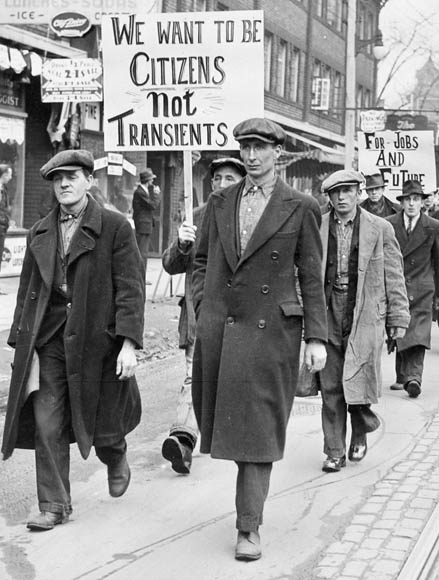
失業者の行進（カナダ、トロント）

ところがアメリカでは1928年から工業生産が下降に転じ、1929年10月24日、ウォール街のニューヨーク証券取引所で株価が突如大暴落した。「暗黒の木曜日」である。
恐慌の背景には、投機熱（合衆国に集中した資金が土地や株式の投機に使われたこと）ばかりではなく、過剰な工業生産に大衆の購買力が追いつかなかったこと、保護貿易政策による国際貿易の低迷、農業が危機的状態にあったことなど、「永遠の繁栄」をほこりながらも抱えていたアメリカ経済の構造的な弱さもあった。そのため、恐慌は一時的な現象にとどまらず、長期にわたるものとなった。アメリカでは、多くの銀行や会社がつぎつぎにつぶれ、4人に1人は失業し、多くの農民も土地を失った。
第一次世界大戦後の各国の経済はアメリカと深く結びついていたため、その影響は全世界に及び、とくにアメリカ資本がヨーロッパから引きあげたことからヨーロッパ諸国も金融不安に陥って、かつてない大規模で深刻な恐慌となった。恐慌はその破壊的規模の大きさと期間の長さから、世界恐慌とよばれる。各国の工業生産は激減し、多数の失業者が現れた。
世界恐慌がはじまると、ドイツに投下されていたアメリカ資本がひきあげられ、1931年にはオーストリア最大の銀行クレディート・アンシュタルトが倒産し、ドイツ経済は破綻した。アメリカ大統領ハーバート・フーヴァーは、31年、賠償・戦債支払いを1年間停止するフーヴァーモラトリアムを宣言したが、効果は少なかった。フーヴァーは、「不況はしばらくすれば元の景気に回復する」という古典派経済学の姿勢を貫き、国内においては、政府による経済介入を最小限に抑える政策を継続し、その一方で、対外的にはスムート・ホーリー法のもとでの保護貿易政策を展開し、平均関税率はアメリカ史上最高の水準となった。これにたいしてカナダはただちに報復関税を導入し、それがのちの帝国特恵関税の伏線となった。このように、スムート・ホーリー法は世界恐慌をいっそう深刻にさせた一因であると考えられている。
恐慌は資本主義諸国の経済をゆるがして、政治・社会全体の危機をまねき、各国は国内問題の対応に追われて国際問題への取り組みには消極的になった。1932年から開催されたジュネーヴ軍縮会議は見るべき成果もなく閉会し、国際連盟の活動も低迷した。こうした状況下で、それまでイタリアに限られていたファシズムの思想や運動が改めて着目されるようになった。

### ニューディール
アメリカでは1932年の選挙で、民主党のフランクリン・ローズヴェルトが大統領に当選した。ローズヴェルトは33年3月に就任するや、まず農業調整法（AAA）によって農産物の作付を制限し、過剰な農産物を買い取るなどして生産と供給を調整し、生産物価格を引きあげて農民の生活を安定させ、全国産業復興法（NIRA）で政府と企業との協力を強めて生産の制限や価格の統制、賃金引き上げなどを企業におこなわせ、企業間の公正な競争を促した。
さらに混乱した国際経済からドル経済圏をまもるため金本位制から離脱し、テネシー川流域開発公社（TVA）などの公共投資による地域開発を推進して、失業者を減らそうとした。また、1935年、全国労働関係法（ワグナー法）によって労働者の最低賃金および団結権と団体交渉権を保障した。
こうした一連の、政府の積極的な経済への介入政策はニューディール（新規まき直し）とよばれ、社会対立の拡大を阻止して、国民経済と生活を安定させようというものだった。
外交面では、1933年ソ連を承認し、ヨーロッパにおける列強の対立に対しては、公式には中立を維持した。ラテンアメリカ諸国に対しては、それまでの高圧的な態度をゆるめ、キューバのプラット修正条項を廃止するなど内政干渉をひかえ、かわりにドル経済圏に組み入れようとする善隣外交政策がとられた。

### ヨーロッパの対応
世界恐慌に対して各国政府は、積極的な国際協力はおこなわず、自国本位の解決策を追求した。
アメリカとならんで、世界恐慌の影響がもっとも深刻だったドイツでも、工業生産は1929年からの3年間で半分近くに減少し、3人に1人が失業者というありさまになった。経済の混乱と社会不安のなかで、33年に成立したアドルフ・ヒトラー率いるナチ党政権は、軍需生産や土木工事を増大させ、フリッツ・トートを中心に進められたアウトバーンの建設などで大規模公共事業をおこして、失業者を吸収した。
イギリスもまた貿易不振と失業者の増大に苦しんだ。マクドナルド内閣は失業保険を削減しようとしたが、これには与党の労働党が反対してマクドナルドを除名した。そこで彼は、保守党や自由党の一部と挙国一致内閣（1931年 - 1935年）を組織し、金本位制の停止、国費の節約、保護関税などを実施した。さらに、1932年にはカナダのオタワでイギリス連邦経済会議（オタワ会議）をひらき、連邦内の貿易決済をUKポンドで行い、連邦内の商品は無税か低関税を、外国商品には高関税をかける帝国特恵制度の採用を決め、イギリスと各自治領が結束して関税障壁で自衛する、排他的なスターリングブロックが形成された。なお、1935年ネヴィル・チェンバレンの保守党政府が成立すると、ナチス・ドイツの反ソ的態度に期待して、ドイツの要求に譲歩する宥和政策をとった。
フランスでは、恐慌の影響が1932年になってあらわれ、政府はイギリス同様、植民地や友好国とフラン通貨圏（フランブロック）をきずいて、経済を安定させようとした。国内政局は不安定だったが、ドイツのヒトラー政権成立や国内の極右勢力の活動などにより危機感をもった中道・左翼勢力がまとまる傾向をみせた。1935年には仏ソ相互援助条約が結ばれ、翌36年には社会党・急進社会党に共産党が協力して、1936年、社会党のレオン・ブルム首相による「反ファシズム」の人民戦線内閣が成立し、大規模な公共事業を展開し、労働者の待遇改善を進めたが、政権の内部分裂もあり、経済危機をのりこえられないまま退陣した。
ドル・ポンド・フランなどの通貨を軸に経済圏をつくり、他国の商品を排除するブロック経済は、国際経済をますます縮小させ、弱体な中小諸国の経済を圧迫した。
一方、ソ連は資本主義世界との交流が少なく、世界恐慌の影響をうけずに社会主義の基礎をきずいたため、その計画経済は資本主義諸国からも注目された。しかし、スターリンは独裁的権力によって多数の人びとを根拠のない罪状をきせて粛清し、スターリンの個人崇拝を強めた。共産党の一党支配によるスターリン体制の確立である。対外的には、ソ連は国際社会への参加をすすめ、1934年には国際連盟に加盟した。

### 昭和恐慌と満州事変
満州某重大事件の処理について昭和天皇の怒りを買って田中義一内閣が倒れた後、濱口雄幸内閣が誕生すると、蔵相井上準之助は産業の合理化、旧平価による金解禁で日本経済を立て直そうとした。しかし、世界恐慌で世界の経済状態が大混乱に陥っているときに、1930年1月11日金解禁を実施したこともあり、日本経済はまたもや恐慌に陥った（昭和恐慌）。
同年11月、濱口首相がロンドン海軍軍縮条約調印にともなう統帥権干犯問題により右翼に狙撃され、内閣が倒れると、同じ立憲民政党から第2次若槻内閣が成立したが、有効な対策を講じることができないまま1931年9月の満州事変の勃発により早々と倒れ、同年12月、立憲政友会の犬養毅内閣が成立した。犬養内閣の高橋是清蔵相は、ただちに金輸出を再禁止し、日本は管理通貨制度へと移行し、民政党政権が行ってきたデフレ政策を180度転換、軍事費拡張と赤字国債発行によるインフレーション政策を行った。金輸出再禁止により、円相場は一気に下落し、円安に助けられて日本は輸出を急増させた。輸出の急増に伴い景気も急速に回復し、1933年にはソ連を除く他の主要国に先駆けて恐慌前の経済水準を回復した。
高橋のインフレ政策には、軍拡的な意味合いも含まれていたが、景況改善後の資源配分転換と国際協調の流れに併せた機動的軍縮が、のちに肥大化した軍部に阻まれることとなる。
満州事変におけるあまりにも鮮やかな軍事的成功の時期と恐慌からの脱出の時期が重なったことは、既成政党の政権争いに不信をいだいていた国民に「頼りになるのは軍部」という考えを浸透させることとなった。
しかし、その一方で日本の軍事行動は国際的に批判され、中国の提訴によって派遣されたリットン調査団は事変は自衛権の発動によるものであるという日本側の主張をしりぞけ、国際連盟もそれを支持したので、1933年3月、連盟の脱退を通告した。また円安による輸出の増加は先進諸国よりソーシャル・ダンピングだとの批判を浴び、日本は国際的に孤立の度を深めた。

## 第二次世界大戦

### 日中戦争
国際連盟脱退通告直後、関東軍は熱河方面も侵攻し、同年5月の塘沽協定成立によって満州事変に一応の決着がついた。その後、1935年、防共の名目で内モンゴル・華北に侵攻し、河北省東部に分離した冀東防共自治政府（-1938年）を設置させて「北支」の分離をはかった。これに並行して一部の軍人はテロやクーデタ事件（1932年の五・一五事件、1936年の二・二六事件など）をおこし、政党政治は終わりをつげて、軍部の発言力を強めた。
中国の国民政府は1930年の関税自主権の回復に力をえて、国内の政治的・軍事的統一をめざし、日本の軍事行動への対応よりも共産党との戦いに力を入れた。1934年、瑞金の共産党軍は延安など奥地をめざす長征を実行したが、その過程で共産党内での毛沢東の指導力が確立、また各地で土地改革を行って支持を拡大していった。同年、国民政府は、ドイツ製品とその開発支援と引き替えに中国産の軍用稀少原料の提供を約束する「中国稀少資源及びドイツ農業・工業製品交換条約」をドイツとの間で調印するなど中独合作を進めて、産業面、軍事面での近代化に努め、35年には、銀貨を禁止し、イギリス・アメリカの援助でポンドに連動した四大銀行が発行する銀行券を「法幣」（法定紙幣）とする通貨統一を達成した。これにより地方の軍閥の力は弱められ、国内統一への方向はさらに進展した。
中国共産党は、長征のさなかの1935年8月、八・一宣言を出して、内戦の停止と民族統一戦線の結成を呼びかけた。これに対し、西安で共産党攻撃を行っていた張学良が共鳴し、1936年、共産党攻撃の督戦におとずれた蔣介石をとらえて抗日と内戦の停止を訴えた（西安事件）。蔣介石はこれを受け入れ、以後、ふたたび国共は接近した。

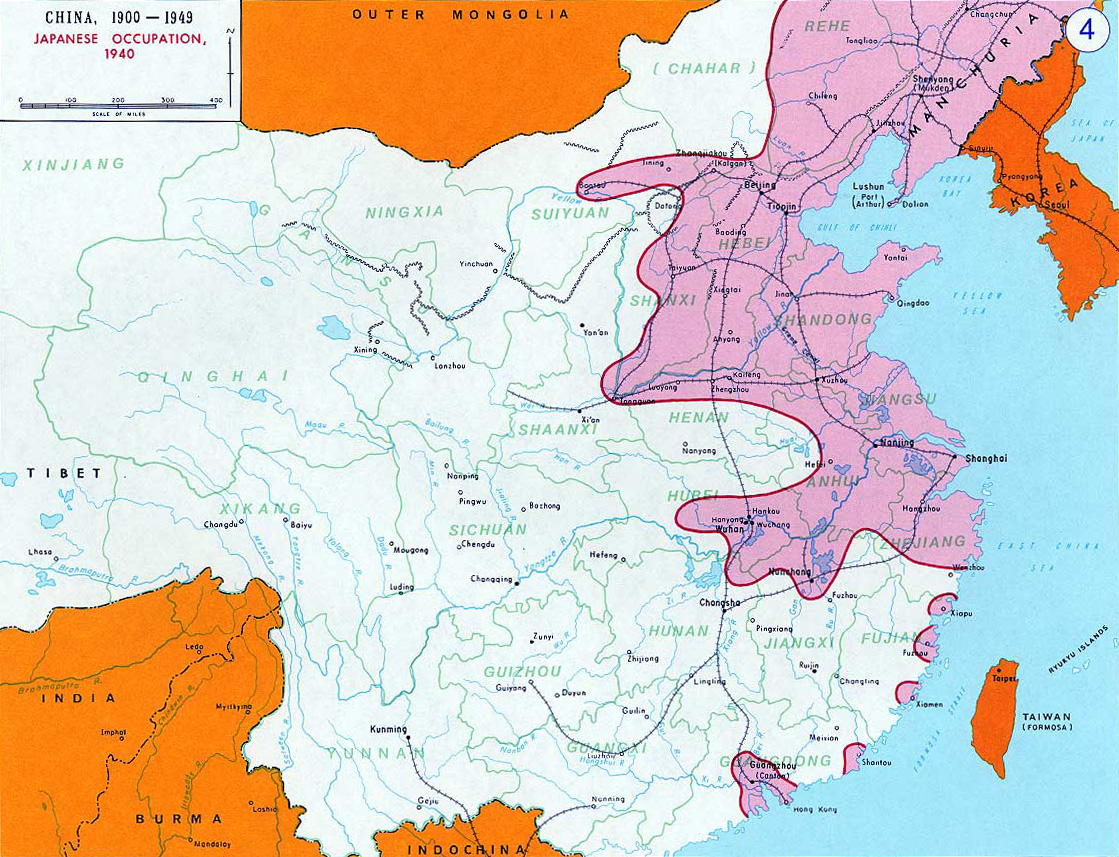
1940年における日本軍占領区域

1937年7月7日、盧溝橋事件をきっかけに日中戦争がはじまった。近衛文麿内閣は、7月9日には不拡大方針を閣議で確認、また、7月11日には現地の松井久太郎大佐（北平特務機関長）と秦徳純（第二十九軍副軍長）との間で停戦協定が締結されたにもかかわらず、内地三個師団を派兵する「北支派兵声明」を発表した。中国では、第二次国共合作が実現した。
1937年末までに日本軍は華北の要地と首都南京を占領し、その後も攻勢をつづけたが、都市および都市間の交通路を支配しただけで、広い農村地域にまで支配はおよばなかった。それに対し中国は、アメリカ合衆国、イギリス、ソヴィエト連邦の援助をうけ、政府を四川省の重慶に移して抵抗を続けた。近衛は「東亜新秩序の建設」をかかげ、欧米勢力を東アジアから追放してその覇権を握ろうと企図し、南京に汪兆銘政権をたてたが民衆の支持がえられず、戦争は泥沼化の様相を呈した。

### ヒトラー政権と枢軸の形成
世界恐慌はドイツ経済の破綻をまねき、そのなかでナチスと共産党が躍進した。
国家社会主義ドイツ労働者党（ナチス）は、大戦後アドルフ・ヒトラーを指導者として勢力を拡大してきた政党で、ユダヤ人排撃、ヴェルサイユ条約破棄、ドイツ民族の結束などを主張した。その過激な行動は当初は国民に支持されなかったが、政治の混乱や生活不安におびえる中間層、また、ドイツ共産党（KPD）の進出をおそれる資本家や軍部に支持されて、勢力を急速にひろげた。ナチスは1932年の選挙で第1党となり、翌33年ヒトラーは首相に任命された。ヒトラーは、国会議事堂放火事件を利用して共産党を弾圧し、全権委任法を成立させてナチス以外の政党をつぎつぎに解散させて一党独裁体制を実現し、賠償金支払いを一方的に打ち切って、1934年にパウル・フォン・ヒンデンブルクが死去すると、「ドイツ国および国民の国家元首に関する法律」を定め、大統領の地位と権限も受けついで総統と称した。
独裁体制をかためたヒトラーは大規模な土木工事や軍需生産をおこして失業者を減らし、他方で文化や教育をきびしく統制して反対派やユダヤ人への迫害をはじめた。多くの社会主義者、民主主義者、ユダヤ人らが国外に亡命した。
1933年、ドイツは国際連盟を脱退し、35年にはザール地方を編入、徴兵制を復活して再軍備宣言を発し、36年にはロカルノ条約を破棄してラインラント進駐をすすめるなど、ヴェルサイユ体制をつぎつぎと破壊していった。
世界恐慌によって経済的にゆきづまったイタリアも、苦境から脱するため、1935年にエチオピアに侵攻し、毒ガスをも使用して、翌年、エチオピア全土を支配した。国際連盟は、イタリアを侵略国として経済制裁を決議したが、十分実行されず、日独の脱退に加えてその威信は大きく傷ついた。1935年にストレーザ戦線を結んで英仏とともにドイツに対抗しようとしたイタリアだったが、同年の英独海軍協定によって戦線は崩壊、1936年に入るとドイツに接近して「ベルリン・ローマ枢軸」とよばれる同盟関係が成立、1937年にはイタリアもまた国際連盟を脱退した。
第一次世界大戦後のスペインでは、イデオロギー対立が尖鋭化していた上に地方自立の動きも加わり、政治的混乱が続いて1923年から1930年にかけてミゲル・プリモ・デ・リベラ将軍による軍事独裁政権が成立した。1931年に左派が選挙で勝利し、王制から共和制へと移行したが、1933年の総選挙では右派が勝利して政権を奪回、しかし、左右両勢力とも内部の統一が図れず、膠着状態が続いた。1936年の総選挙では再び左派が勝利し、マヌエル・アサーニャ率いる人民戦線政府が成立した。
人民戦線勢力はさらに進んで、警察を用いて保守派の大物カルボ・ソテロを暗殺するなど、暴力による右派の物理的排除に乗り出した。これに対して、フランシスコ・フランコがスペイン本土と植民地モロッコで軍隊が反乱を起こすと、赤色テロの脅威に直面したカトリック教会、旧王党派、地主、資本家、軍部などがこれを支持してスペイン内戦へと突入した。内戦に対し、イギリス、フランスは不干渉の立場を表明したが、地中海地域への勢力拡大をねらうイタリアは、ドイツとともに反乱軍（フランコ側）を公然と支援した。政府側にはソ連の援助や欧米の社会主義者の支援があり、アメリカのアーネスト・ヘミングウェイ、フランスのアンドレ・マルロー、イギリスのジョージ・オーウェル、日本のジャック白井らが国際旅団として共和国側に加わった。内戦は、フランコ側が1939年マドリードを陥落させて勝利、同年のファランヘ党の党大会でスペインで唯一の政党となることが決議された。
人民戦線など国際共産主義運動の動きに対抗して、1936年日本とドイツは日独防共協定を結び、37年にはイタリアも参加して日独伊三国防共協定に拡大した。こうして、「反ソ」・「反共」を訴えながら、ヴェルサイユ・ワシントン体制に挑戦する「持たざる国」日本・ドイツ・イタリアは、三国枢軸を結成するにいたった。

### 大戦の概略とその結果
1938年3月、ドイツ民族統合を唱えるナチスはアンシュルスを断行してオーストリアを併合し、同年9月には、ドイツ人の多く住むチェコスロヴァキアのズデーテン地方の割譲を要求した。イギリスのネヴィル・チェンバレン首相は宥和政策による解決をはかり、ミュンヘン会談（英独仏伊の4国首脳会談）をひらいてチェコスロヴァキア代表が不参加のままズデーテンのドイツ割譲を認めた。しかし、ヒトラーはこれに満足せず、翌年チェコスロヴァキアを解体、ボヘミアとモラヴィアを保護領に、スロヴァキアを保護国にした。さらにポーランドにもダンツィヒ（グダニスク）の返還などを要求した。
英仏両国は宥和政策の限界を悟り、軍備拡張を急いでポーランドとギリシアの安全保障を約束した。英仏はソ連とも軍事同盟の交渉にはいったが、スターリンはナチス・ドイツとの提携に転じて1939年8月末に独ソ不可侵条約を結んで世界に衝撃を与えた。9月1日、これに力を得たドイツがポーランド侵攻を開始、英仏がただちにドイツに宣戦して第二次世界大戦がはじまった。
開戦後すぐに、ドイツ軍はポーランドを壊滅させ、ソ連とともに分割するなど東部戦線はこの2か国が圧勝した。一方の西部戦線では、1940年4月にドイツがデンマーク、ノルウェーを攻撃したことで英仏軍が動き始めた。同年6月にはドイツがパリを占拠してフランスが降伏し、その直前にはイタリアがドイツ側に立って参戦した。中部フランスにはヴィシー政権が成立した。北部フランスを占領したドイツは、イギリス本土を空爆してイギリス上陸作戦を立てたが、バトル・オブ・ブリテンでのイギリス空軍はレーダーの活躍もあってドイツ空軍をよせつけなかった。
日本では、阿部信行内閣がドイツとの軍事同盟締結は米英との対立激化を招くとして欧州大戦への不介入方針を掲げていたが、日中戦争の泥沼化に苦戦しており、米英ソが中国を援助したために孤立していた。1940年8月には現状打破のためにフランス領インドシナに進駐（仏印進駐）し、松岡洋右らの親独派が中心となって同年9月に日独伊三国軍事同盟、さらに翌41年4月には日ソ中立条約を結んだ。
ここで日本にとって誤算だったのは、これにより「日独伊ソ」の4国同盟関係が成立し、その力をもってすれば日米交渉も有利にまとまるであろうと考えたことである。しかし、イギリス上陸を断念したドイツはソ連に宣戦して独ソ戦を開始し、アメリカは日本の南方進出を牽制して日本への石油供給を停止して、極東においてイギリス・中国・オランダとの提携を強めた（ABCD包囲網）。そのため、日本は1941年12月真珠湾攻撃によって米英に戦闘を開始して太平洋戦争に突入した。独伊もアメリカに対して戦争を開始した。その後、1943年2月、ロシア内陸部のスターリングラード攻防戦で連合軍がドイツ軍を破り、これが第二次世界大戦全体の転機となって同年9月にイタリアが無条件降伏、1945年5月8日にはドイツも無条件降伏した。
1942年のミッドウェー海戦を境に敗色が濃くなり、1944年のサイパンの戦い以後は制空権を失った日本は米軍の本土空襲にさらされながらも粘っていた。1945年7月、米英中の3国は日本の降伏を促すポツダム宣言を発表したが、日本はこれを無視したため、アメリカ軍は原子爆弾を8月6日広島に、8月9日長崎に投下した。8月14日には日本はポツダム宣言を受諾し、9月2日にはポツダム宣言に調印して、第二次世界大戦はここに終結した。

## 「冷戦」の時代

### パックス・アメリカーナ
第二次世界大戦後は、戦間期とは対照的に、戦時経済で急成長したアメリカのリーダーシップにより自由な貿易体制と国際金融取引の再建が進められ、1950年代から1960年代には資本主義史上かつてない繁栄がおとずれた。アメリカがこのような役割をはたした動機としては、1930年代のような世界恐慌の再来を回避することで、軍需にかわる市場を国内産業に確保する期待があったためであるが、それ以上に、戦後のヨーロッパの没落と東西「冷戦」の展開という状況が背景となっていた。これについては、第二次世界大戦から現在までにいたる世界経済の変遷をパックス・アメリカーナの変遷としてとらえる見方がある。
「パックス・アメリカーナ」とは、アメリカが、ソ連を盟主とする東側諸国に対抗する西側の盟主として、北大西洋条約機構や日米安全保障条約を通して西側世界の軍事を引き受け、「核の傘」で資本主義諸国と西側世界を保護するとともに、マーシャル・プラン（ヨーロッパ経済復興援助計画）などによって西欧諸国の、エロア資金などによって日本・琉球・台湾の復興を支え、「ドルの傘」のなかで自由主義経済を編成する体制だったと概括することができる。世界経済システムとしては、ドルの傘（ドル体制）、すなわち、金1オンス（約31.1グラム）＝35ドルと定めて各国通貨のドルとの換算も一定にした「金ドル本位制」の側面と、IMF・GATT体制（「ブレトン・ウッズ体制」）という側面の2つにまとめることができる。後者は、「自由・無差別・多角主義」をスローガンとし、各国間の貿易や金融取引における障害を撤廃し、相互に自由平等な立場で競争をおこなうことによって、世界貿易の拡大、開発途上国の開発、国内の完全雇用を実現しようというものだった。そしてまた、これが可能だったのは、人口で世界の6パーセントにすぎない合衆国が、世界の鉱工業生産の6割以上を占め、世界の金の7割近くを保有して経済的覇権を完全に握ったことの反映だった。

### 国際連合の成立
第二次世界大戦の勝敗が明らかになると、アメリカ・イギリス・ソ連など主要連合国は大戦中から構想されてきた戦後世界秩序の具体化に着手した。
1945年10月には、国際社会の平和と安全の維持をめざし、6月のサンフランシスコ会議で連合国50か国によって採択された国際連合憲章をもとに、国際連合が誕生した。国際連合は本部をニューヨークにおき、紛争解決のための軍事力行使を決定できる安全保障理事会が設け、アメリカ・イギリス・ソ連・フランス・中華民国の5か国を拒否権をもつ常任理事国とした。国際連合は、世界の安全保障とともに、経済・社会の発展のために協力することを目的としており、国際連合経済社会理事会には各種の専門機関、補助機関も設けられた。

### 東西冷戦体制の成立

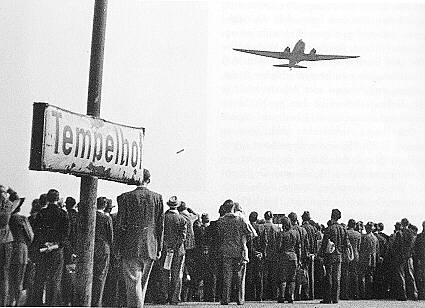
ベルリン封鎖で西側陣営の空輸作戦の舞台となったテンペルホーフ空港

アメリカの主導下に戦後世界秩序の形成は進んだが、しだいにソ連がアメリカに対抗する姿勢を明らかにした。ソ連はナチス支配から解放した東ヨーロッパ諸国を勢力下においたが、その影響が西ヨーロッパに及ぶことをおそれたアメリカは、1947年にトルーマン・ドクトリンを発表して、ソ連「封じ込め」政策を打ち出し、マーシャル・プランを提唱した。それにより、西欧諸国の復興は本格化したが、援助計画の受け入れを拒否したソ連は、東欧諸国の社会主義化を強行し、47年にコミンフォルム（欧州共産党情報局）を設けて各国共産党の団結をかためた。
こうしてアメリカを盟主とする西側、ソ連を中心とする東側の二大陣営が形成された。両陣営の緊張は、分割占領下のドイツをめぐって高まり、まもなく、1948年のソ連のベルリン封鎖をきっかけとして、ドイツは東のドイツ民主共和国と西のドイツ連邦共和国に分断された。ソ連も原爆実験に成功し、西側のNATOに対抗して東欧諸国とのあいだにワルシャワ条約機構を結成した。アメリカは、アジア・太平洋方面などでも各地域ごとに地域集団防衛条約機構を組織し、「冷たい戦争」とよばれた米ソの対立は世界的なひろがりをみせた。

### アジアの分断国家
米ソを中核にして戦後世界秩序が形成されていくと、アジアでも激しい内戦がおこり、国家の分断という事態が生じた。
中国では、大戦後、国共内戦に突入し、農民の支持をえた共産党が勝利して、1949年、毛沢東を主席とする中華人民共和国が成立した。新中国は、地主制の撤廃と社会主義社会の建設に着手し、50年、中ソ友好同盟相互援助条約を締結した。共産党政権のもとで、1953年より農業の集団化がはじまり、1958年以降大躍進運動が展開されるなかで政社合一の人民公社が組織された。また、ソ連の援助により重工業の建設にも力をいれ、1960年代はじめには大慶油田の開発にも成功した。内戦に敗れた中国国民党は台湾にのがれ、中華民国を維持し、1952年には日本との間に日華平和条約を締結して国交を回復した。
日本の植民地支配が終わった朝鮮半島では、米ソに分割占領されたのち、1948年、北緯38度線をはさんで南に大韓民国、北に朝鮮民主主義人民共和国がそれぞれ成立した。北朝鮮軍の南侵により1950年にはじまった朝鮮戦争では、それぞれがアメリカと新中国の支援を受けて一進一退の戦いを展開し、3年後には板門店で休戦協定を結んだ。しかし、これにより半島の南北分断は固定化されることとなった。
ベトナムでは、大戦終結直後、ホー・チ・ミンがベトナム民主共和国の独立を宣言したが、植民地の維持をはかるフランスは南部にコーチシナ共和国、ベトナム国など別の政権をたててインドシナ戦争（第一次）が起こった。これにやぶれたフランスは54年のジュネーヴ協定により撤退したが、かわってアメリカが介入し、その支援により南部にベトナム共和国が建てられて、南北分断は解消されなかった。
1951年のサンフランシスコ平和条約によって独立を回復した日本では、アメリカとの密接な軍事的・経済的協力関係のもとに経済の復興がすすめられたが、沖縄はその後も米軍占領下にのこされた。1956年には日ソ共同宣言によってソ連との国交を回復し、国際連合に加盟したが、両国のあいだには北方領土問題がのこされた。

### アジア・アフリカの独立
大戦中、日本に占領された東南アジア諸地域では、戦後つぎつぎに独立国が誕生した。
抗日運動がもっとも活発だったフィリピンは、1946年フィリピン共和国として独立した。オランダ領東インドでは、1945年8月、国民党のスカルノを指導者としてインドネシア共和国の成立が宣言された。オランダは武力介入を行ったが敗退し、インドネシアは1949年に独立を達成してスカルノが初代大統領となった。仏領インドシナでは、ベトナムのほか、1954年にカンボジアが完全独立をはたし、ノロドム・シハヌークのもとで中立政策をすすめた。ラオスも1953年に正式に独立したが、左右の政治勢力の対立は内戦に発展した。
イギリス植民地でも、インド・ミャンマーなどが民衆運動により独立を達成した。インドでは1947年にインド独立法が制定され、インド連邦とパキスタンに分離独立したが、そのためヒンドゥー教徒とイスラーム教徒の対立が各地で激化し、両教徒の融和を説いたガンディーは、狂信的なヒンドゥー教徒によって暗殺された。インドは初代首相ジャワハルラール・ネルーのもとで、1950年カーストによる差別禁止など社会の近代化をめざす憲法を発布し、連邦共和国となった。スリランカは、1948年、イギリス連邦内の自治領となり、ミャンマーは同年、イギリス連邦から離れて独立した。マレー半島は、1957年にマラヤ連邦となり、さらに1963年シンガポールおよび英領ボルネオと合体してマレーシア連邦となったが、1965年には中国系住民が多数を占めるシンガポールが分離独立した。
パレスティナでは、ヨーロッパから移住したユダヤ人が1948年にイスラエル国の独立を宣言すると、アラブ連盟に結集して統一行動をめざしていたアラブ諸国とのあいだでパレスティナ戦争（第一次中東戦争）が起こり、約100万人のアラブ系住民が土地を追われてパレスティナ難民となった。
エジプトでは、1952年、ムハンマド・ナギーブやガマール・アブドゥン＝ナーセルらの指導する将校団が王制を倒し、翌年に共和国を樹立するエジプト革命がおこった。ナギーブとナーセルの対立ののちナーセルが政権を握ると、積極的中立政策をとなえて社会主義国に接近する姿勢をとり、英米はエジプトへの経済援助を停止した。ナーセルは1956年、アスワン・ハイ・ダムの建設資金をえるためスエズ運河の国有化を宣言したが、これに対しイギリス・フランス・イスラエルが武力干渉を行い、スエズ戦争（第二次中東戦争）となった。ナーセルはこれをしりぞけ、米ソも3国の軍事行動に警告したので3国は撤退、エジプトは運河の国有化を断行し、アラブ民族主義において指導的役割を果たすこととなった。
その後、アラブ諸国では民族主義と反帝国主義の運動がひろまり、1958年にはイラクでも自由将校団による革命がおこって王政がたおされた。また、1960年にはアラブ産油国を中心として、石油輸出国機構（OPEC）が結成された。
フランス支配下の北アフリカ地域では、1956年にモロッコ、チュニジアが独立した。アルジェリアでは、独立に抵抗するピエ・ノワールとよばれたヨーロッパ系入植者や現地軍人と、アルジェリア民族解放戦線（FNL）とのあいだでアルジェリア戦争がつづいたが、1962年に独立が達成された。
1950年代後半には、脱植民地化の波はサハラ砂漠以南のアフリカにもおよび、1957年にクワメ・エンクルマを指導者とするガーナが最初の自力独立の黒人共和国となった。1960年にはナイジェリアやカメルーンなど17の独立国家がいっきょに誕生してつぎつぎに国連に加盟し、この年は「アフリカの年」とよばれたが、ベルギー領コンゴでは独立直後にコンゴ動乱とよばれる紛争が起こった。1963年、アディスアベバでひらかれたアフリカ諸国首脳会議には30か国が参加し、アフリカ統一機構 (OAU) を結成して、アフリカ諸国の連帯と新植民地主義との対決をめざした。
また、1960年に独立したナイジェリアでは1967年産油地帯である東部州に基盤を持つイボ族が石油利権の委譲を求め、受入れられなかったことなどからビアフラ共和国の独立を宣言した。ナイジェリア政府はこれを認めず軍事制圧を図り、1970年に降伏させた。

### 「黄金期」資本主義経済と南北問題
第二次世界大戦後の世界輸出が戦前水準に復帰したのは終戦3年後の1948年であり、第一次世界大戦後にはそれが1924年まで5年を要したのと比較して速かった。また、第二次世界後は1930年代のような急激な輸出の縮小を経験することなく、順調な伸びがみられた。輸出価格も朝鮮戦争後、20年近くにわたって安定した。
| 期間        | GDP | 1人あたりGDP | 固定投資 | 輸出量 |
| ----------- | --- | ------------ | -------- | ------ |
| 1820 - 1870 | 2.2 | 1.0          | n.a      | 4.0    |
| 1870 - 1913 | 2.5 | 1,4          | 2.9      | 3.9    |
| 1913 - 1950 | 1.9 | 1.2          | 1.7      | 1.0    |
| 1950 - 1973 | 4.9 | 3.8          | 5.5      | 8.6    |
| 1973 - 1979 | 2.5 | 2.0          | 4.4      | 4.8    |
| 1979 - 1989 | 2.8 | 2.1          | 3.2      | 5.0    |

上の表は、先進16か国（オーストラリア、オーストリア、ベルギー、カナダ、デンマーク、フィンランド、フランス、西ドイツ、イタリア、日本、オランダ、ノルウェー、スウェーデン、スイス、イギリス、アメリカ合衆国）の年平均成長率をパーセント表示したもの であるが、ここでは、1950年から1973年にかけての期間がGDP、固定投資、輸出量の成長率のいずれの指標も、資本主義の歴史のなかで突出して高いことが読み取れる。また、1970年代半ば以降のスタグフレーションの進行した時期に比較してインフレ率や失業率が際だって低かったこととあわせ、この時期は資本主義の「黄金期」と称されることがある。
戦後アメリカの経済的繁栄をささえた技術革新は、大規模な大量生産を可能にし、西側先進国の消費生活を大きく変えるナイロンやプラスチックなどの新商品をつぎつぎとうみだし、高等教育の普及や、リチャード・ハミルトンが1956年に製作した「一体なにが今日の家庭をこれほどまでに変化させ、魅力的にしているか」（Just what is it that makes today´s homes so different, so appealing?, 1956）が始まりとされるポップアート、ロックンロールなどの若者文化、大衆文化の広がりはアメリカ社会を「ゆたかな社会」と印象づけ、西欧や日本をはじめ世界各地に浸透してゆくことになった。
また、60年代はじめには、通信衛星による宇宙中継がおこなわれ、人びとはリアルタイムで地球の裏側の事件やようすまで知ることができるようになった。
| 輸出シェア   | 1950  | 1960  | 1970  | 1980  | 1990  |
| ------------ | ----- | ----- | ----- | ----- | ----- |
| 資本主義諸国 | 60.8  | 65.9  | 70.9  | 62.6  | 71.5  |
| アメリカ     | 16.7  | 15.9  | 13.5  | 11.0  | 11.4  |
| フランス     | 5.0   | 5.3   | 5.7   | 5.6   | 6.1   |
| ドイツ       | 3.3   | 8.9   | 10.8  | 9.7   | 12.2  |
| イギリス     | 10.0  | 8.0   | 6.1   | 5.5   | 5.4   |
| EEC（EC）    | 15.2※ | 23.2※ | 28.3※ | 34.1  | 39.6  |
| 日本         | 1.4   | 3.2   | 6.1   | 6.5   | 8.3   |
| 発展途上国   | 31.1  | 21.9  | 18.4  | 28.7  | 21.6  |
| 産油国       | —     | 6.1   | 5.9   | 17.6  | 7.1   |
| 中南米       | 12.4  | 7.7   | 5.5   | 5.5   | 3.9   |
| アフリカ     | 5.2   | 4.2   | 4.1   | 4.7   | 2.3   |
| アジア       | 13.1  | 9.5   | 8.1   | 17.8  | 14.9  |
| 社会主義諸国 | 8.1   | 11.7  | 10.7  | 8.7   | 6.9   |
| 全世界       | 100.0 | 100.0 | 100.0 | 100.0 | 100.0 |

| 輸入シェア   | 1950  | 1960  | 1970  | 1980  | 1990  |
| ------------ | ----- | ----- | ----- | ----- | ----- |
| 資本主義諸国 | 64.9  | 64.9  | 71.6  | 68.3  | 72.3  |
| アメリカ     | 13.9  | 11.1  | 12.2  | 12.5  | 15.4  |
| フランス     | 4.8   | 4.6   | 5.8   | 6.6   | 6.9   |
| ドイツ       | 4.2   | 7.4   | 9.1   | 9.1   | 10.2  |
| イギリス     | 11.1  | 9.3   | 6.6   | 5.6   | 6.7   |
| EEC（EC）    | 17.6※ | 21.8※ | 26.8※ | 37.2  | 39.5  |
| 日本         | 1.5   | 3.3   | 5.8   | 6.8   | 6.6   |
| 発展途上国   | 27.2  | 22.7  | 17.9  | 22.9  | 20.4  |
| 産油国       | 4.3   | 4.8   | 3.5   | 7.0   | 3.5   |
| 中南米       | 10.1  | 7.2   | 5.5   | 5.9   | 3.3   |
| アフリカ     | 5.4   | 4.9   | 3.4   | 3.6   | 2.1   |
| アジア       | 11.1  | 9.7   | 7.8   | 12.3  | 14.3  |
| 社会主義諸国 | 7.9   | 12.4  | 10.6  | 8.9   | 7.3   |
| 全世界       | 100.0 | 100.0 | 100.0 | 100.0 | 100.0 |

上の表は、世界各地域の輸出入シェア（※印はEEC創設6か国のみの数値）を示したもの である。戦後の輸出成長率には地域間格差がめだつ。ドイツをはじめとする西ヨーロッパと日本の伸びが大きく、世界でのシェアをのばしており、アメリカのシェアは上下があるものの高い水準を維持、それに対し、発展途上国は、一時的に産油国が輸出シェアを拡大したものの全体的にはシェアを下げている。ただし、そのなかにあって1970年代以降のアジアは急速に輸出入を伸ばしていることがわかる。
従来の世界貿易が、先進国と途上国のあいだで一次産品と工業製品の交換というかたちで展開される傾向があったのにたいし、第二次世界大戦後には先進諸国ないし工業国相互の貿易が主流となった。戦後の貿易は、自動車や衣料品に顕著にみられるように、異なったブランド（商標）の製品が先進諸国内で輸入されたり、中間製品と完成品のあいだでの取引が拡大するなど、産業部門内貿易という、従来みられない新しい傾向をふくんでいた。全体としては、欧州経済共同体（EEC）の拡大が目立ち、その域内貿易が1950年代から1960年代にかけての世界貿易の伸びをリードした。
一方、かつて植民地だったアジアやアフリカの諸国では、商品作物栽培や資源供給を強制されてきた経緯から、社会の自立的な発展が妨げられ、独立後もそのひずみから脱却していくことが困難であり、経済発展は順調にすすまず、強権政治やクーデタに悩まされて不安定な社会情勢がつづいた。バングラデシュのジュートやマレー半島の天然ゴムなど、先進工業国における技術革新によって安価な代替商品が生まれ、需要の減退に見舞われたことも痛手だった。また、ラテンアメリカでも、土地所有の偏在や外国資本の支配により、農民の貧困や政治の不安定がつづいた。1959年にはフィデル・カストロの指導によるキューバ革命がおこっているが、それ以外の国ぐにでも、1960年代には、先進国との経済格差がいっそう目立つようになった。こうした「南」の発展途上国と「北」の先進工業国との格差は大きく、やがて南北問題として意識されるようになった。
東西冷戦下の世界のなかで、アメリカなど先進諸国は、これらの地域に投資や援助を増大させて開発を進めることに関心を強めた。緑の革命は、その一例であるが、開発は先進国の基準があてはめられることも少なくなかった。政府レベルでは政府開発援助がおこなわれるようになり、また、国連専門機関として国際開発協会（IDA）が1960年に、補助機関として国際連合貿易開発会議（UNCTAD）が1964年に、さらに、アメリカの主導によって1961年経済協力開発機構（OECD）のなかに開発援助委員会（DAC）が設置されるなど、発展途上国に対する援助体制が整えられるようになった。
| 現代の世界の一体化へ | 現代の世界の一体化へ |